# Biätare
Denna artikel avhandlar arten biätare, för familjen se biätare (familj)
Biätare (Merops apiaster) är en slank och färggrann fågel som tillhör familjen biätare (Meropidae). Den är en flyttfågel som häckar i södra Europa och delar av norra Afrika och västra Asien. Det finns även en häckpopulation i södra Afrika. Den övervintrar i tropiska Afrika.

## Utseende och läte

Födosökande par.

Biätaren är 25–29 cm lång, inklusive de två långa mellersta stjärtfjädrarna, med ett vingspann på 36–40 cm. Den adulta fågeln har en brokig fjäderdräkt i blått, rödbrunt och gult. Strupen är klargul. Ett mörkt streck skiljer strupen från den iriserande ljusblågröna buken och undergumpen. Även övergump och handpennornas ovansida är blågröna. Hjässa, rygg samt ovansidan av armpennorna är rödbruna och de gulvita skulderfläckarna. Stjärovansidan och handtäckarna är grönaktiga. Vingundersidan är beige med ockratoner och den har en tydlig svart vingbakkant där armpennornas är bredare. Den har en svart ansiktsmask, vit panna och ögats iris är röd. Vingarna är spetsigt trekantiga och den flyger med stjärten utspärrad. Näbben är lång, mörk och svagt nedåtböjd. Könen är lika. Lätet är ett drillande ljud.

## Utbredning
Biätaren är en flyttfågel som har två tydligt separerade häckningsområden. Merparten häckar i södra Europa och i delar av norra Afrika, Arabiska halvön och västra Asien så långt österut som allra västligaste Mongoliet. Den övervintrar i tropiska Afrika. Det förekommer även en häckningspopulation i Sydafrika och Namibia. Populationen definieras ofta som stannfågel men har ett komplicerat flyttmönster och anländer häckningsplatserna i september. Den förekommer ibland på våren norr om sitt egentliga utbredningsområde och kan emellanåt häcka i nordvästra Europa. Den har häckat i Sverige enstaka gånger. 
Trots sina två separerade häckningsområden delas inte biätaren upp i några underarter.

## Ekologi

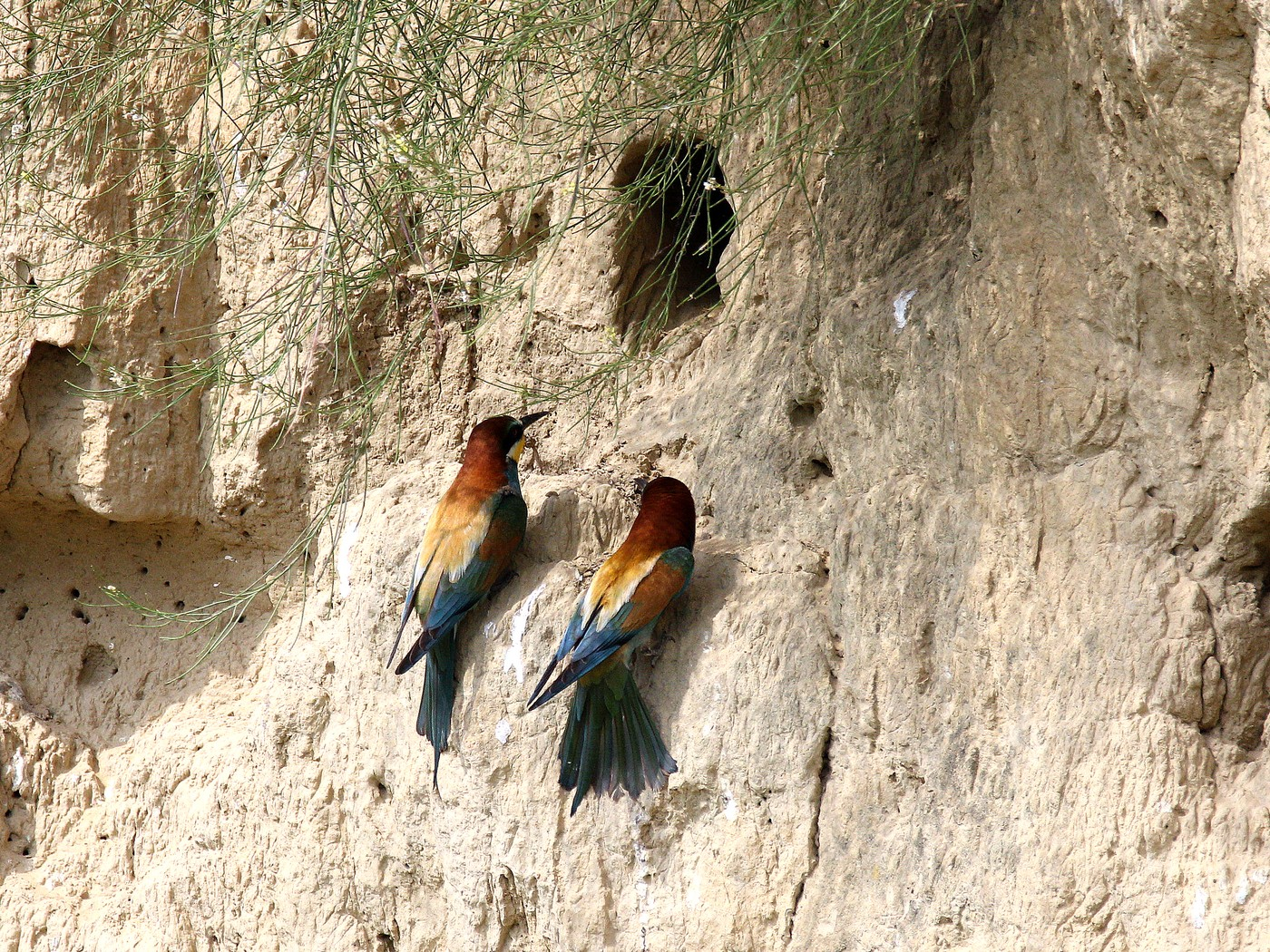
Biätaren häckar i hålor som den gräver ut i sandbankar.

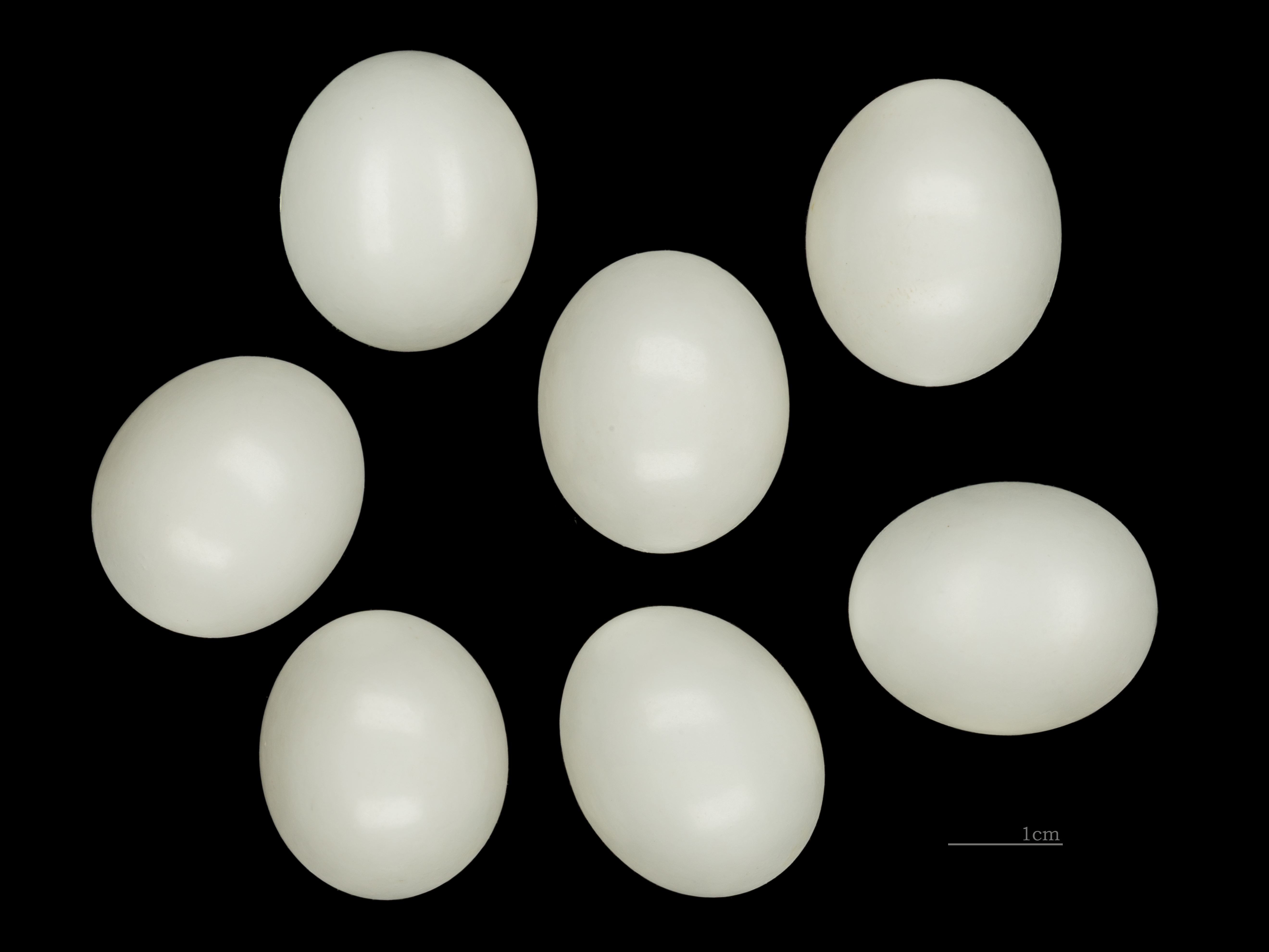
Ägg av biätare. Specimen från Muséum de Toulouses samlingar.

Biätaren häckar i öppna landskap i varmt klimat. Den äter mestadels insekter, särskilt humlor, bin och getingar, vilka den fångar i luften. Innan den äter dem får den bort gadden genom att upprepade gånger slå insekten mot en hård yta. Biätare är sociala fåglar som häckar i kolonier på sandbankar, gärna nära flodstränder, ofta i början av maj. De bygger en ganska lång tunnel där den lägger fem–åtta runda vita ägg omkring början av juni. Båda föräldrarna tar hand om äggen, som ruvas i 20 dagar.

## Status och hot
Biätaren har ett mycket stort utbredningsområde och en mycket stor global population, uppskattad till mellan 18,4 och 28 miljoner adulta individer. Den tros minska i antal, dock inte tillräckligt kraftigt för att anses vara hotad. Internationella naturvårdsunionen IUCN listar arten som livskraftig (LC).